# 21 січня
21 січня — 21-й день року в григоріанському календарі. До кінця року залишається 344 дні (345 днів — у високосні роки).

## Свята і пам'ятні дні

### Міжнародні
- ООН: Міжнародний день обіймів

### Національні
- Польща: День бабці.

### Релігійні

#### Західне християнство
- Пам'ять святих Агнеси Римської, Івана Ї Юн-Іла[en], Мейнрада Айнзідельнського[en] та Фруктуоза Таррагонського[en].

#### Східне християнство[1]
- Пам'ять преподобних Максима Сповідника та Максима Грека.
- Пам'ять мучеників Неофіта Нікейського, діви Агнії Римської та Анастасія Римського.
- Пам'ять мучеників Євгенія, Кандида, Валеріана й Акили.
- Ватопедських ікон Божої Матері.
- Пам'ять святої Деміани[en] (Коптська церква).

## Іменини
✝  Католицькі: Агнеса, Іван, Мейнрад, Фруктуоз.
✙ Православні: Агнія, Акила, Анастасій, Валеріан, Євгеній, Кандид, Максим, Неофіт.

## Події
- 1506 — за розпорядженням Папи Римського Юлія II утворюється армія Ватикану — Швейцарська гвардія. Червоні мундири гвардійців розроблені під керівництвом самого Рафаеля. Вважається найстарішою армією на планеті, хоча і нараховує у своїх лавах усього 80—90 осіб.
- 1542 — англійський парламент засудив за державну зраду жінку Генріха VIII Катерину Говард.
- 1605 — поразка військ Лжедмитрія від московських царських військ і його відступ до Путивля.
- 1751 — Юхим Дараган став київським полковником.
- 1790 — день створення гільйотини.
- 1793 — Людовик XVI, король Франції, гільйотинований на Площі Революції.
- 1796 — Едвард Дженнер відкрив метод вакцинування від віспи.
- 1840 — француз Дюмон-Дюрвіль на вітрильнику «Астролябія» відкрив нову південну землю (Антарктиду), якій дав ім'я своєї дружини — Земля Аделі.
- 1846 — віддруковано перший номер англійської газети «Лондон Дейлі Ньюз».
- 1899 — німецька компанія «Адам Опель», яку брати Опелі заснували для виробництва швейних машин, розпочала виробництво автомобілів.
- 1900 — на англо-бурську війну відправлені перші канадські військовики.
- 1911 — перше автомобільне ралі в Монте-Карло.
- 1919 — на конгресі угорських русинів у Хусті делегати Закарпаття ухвалили возз'єднати Закарпатську Україну із Соборною Україною.
- 1919 — Dáil Éireann (революційний парламент Ірландії) прийняв Ірландську декларацію незалежності.
- 1921 — на спільному засіданні Кримревкому та облкомітету РКП(б) прийнято резолюцію: «з метою революціонізування мусульманського Сходу доцільно створити видимість самостійного Криму».
- 1922 — у швейцарському містечку Мюррен проходять перші гірськолижні змагання зі слалому.
- 1925 — визнання СРСР Японією. Японські війська залишають російський Далекий Схід
- 1934 — введено в експлуатацію Харківський турбогенераторний завод.
- 1947 — після відставки Джеймса Бірнса новим держсекретарем США став генерал Джордж Маршалл, що означало перехід від політики «терпимості» до політики «стримування» комунізму.
- 1952 — італійські вчені оголосили, що Пізанська вежа повинна впасти у 2151 році.
- 1954 — у Гротоні, штат Коннектикут, спущений на воду перший підводний човен з ядерним реактором «Наутілус».
- 1959 — утворено Європейський суд з прав людини, метою якого є здійснення контролю за дотриманням прав і свобод людини та громадянина, закріплених у Європейській конвенції з прав людини.
- 1964 — У Республіці Китай відбулась спроба державного перевороту.
- 1966 — соліст групи «The Beatles» Джордж Гаррісон одружився з фотомоделлю Патті Бойд.
- 1968 — відбулась одна з наймасштабніших битв у ході В'єтнамської війни між народною армією В'єтнаму та Корпусом морської піхоти США за військову базу Кхесань.
- 1976 — стартували планові рейси літаків «Конкорд» авіакомпанії British Airways за маршрутами Лондон — Бахрейн та Париж — Ріо-де-Жанейро.
- 1978 — Олекса Гірник вчинив самоспалення біля могили Шевченка на знак протесту проти русифікації.
- 1981 — у Північній Ірландії почалось виробництво культового автомобіля DeLorean DMC-12.
- 1985 — відзначається День обіймів. У цей день можна дружньо обіймати навіть незнайомих людей.
- 1989 — 120-літня американка Августа Бунж стала прапрапрабабусею (найбільша кількість живучих одночасно поколінь в одній родині).
- 1990 — близько трьох мільйонів українців взялися за руки, з'єднавши Івано-Франківськ, Львів і Київ у переддень Злуки.
- 1992 — Україна встановила дипломатичні відносини з Монголією.
- 2001 — Пол Маккартні став першим музикантом, сукупна вартість майна якого перевищила один мільярд доларів.

## Народились
Дивись також Категорія:Народились 21 січня
- 1338 — Карл V Мудрий, король Франції з 1364 року.
- 1815 — Горейс Велс, американський стоматолог, першим застосував медичну анестезію (1845 рік).
- 1848 — Август Стріндберг, шведський письменник-прозаїк, драматург і живописець, основоположник сучасної шведської літератури і сучасного театру.
- 1880 — Джордж ван Бісбрук, бельгійсько-американський астроном.
- 1881 — Степан Чарнецький — поет, автор слів пісні — гімну «Ой у лузі червона калина». Був режисером львівського театру «Руська бесіда» написав «Історію українського театру в Галичині».
- 1889 — Едіт Толкієн, дружина письменника Джона Толкіна, яка стала прообразом чарівниці Лучіен з твору «Сильмариліон».
- 1903 — Ігор Курчатов, російський фізик, розробник радянської атомної бомби.
- 1905 — Крістіан Діор, французький модельєр-дизайнер, кутюр'є.
- 1906 — Ігор Моїсєєв, російський хореограф.
- 1915 — Михайло Опаренко, український льотчик Королівських військово-повітряних сил Великої Британії часів Другої світової війни.
- 1922 — Пол Скофілд, англійський актор, лауреат «Оскара» («Людина на всі часи», «Анна Кареніна», «Поїзд»).
- 1924 — Бенні Гілл, британський комік, автор та ведучий відомої в усьому світі програми «Шоу Бенні Гілла».
- 1941 — Пласідо Домінго, іспанський оперний співак і актор. За час своїх виступів виконав 128 оперних партій на сцені та в студії.
- 1941 — Річі Гейвенс, американський темношкірий фолк-музикант, який відкривав перший фестиваль Вудсток.
- 1957 — Джина Девіс, американська акторка, акторка, продюсерка, сценаристка, феміністка, лауреатка «Оскара» («Тутсі», «Тельма й Луїза», «Випадковий турист»).
- 1965 — Роберт Дель Наджа, лідер британського гурту Massive Attack.
- 1969 — Андрій Анненков, український футболіст і тренер.
- 1976 — Емма Бантон, учасниця британського квінтету «Spice Girls», нині сольна виконавиця.
- 1992 — Олег Адамовський, офіцер Збройних сил України, учасник російсько-української війни, що загинув під час російського вторгнення в Україну 2022 року, Герой України.
- 2004 — Інгрід Олександра, принцеса Норвегії.

## Померли
Див. також Категорія:Померли 21 січня
- 1733 — Бернард де Мандевіль, англійський філософ, економіст, сатирик.
- 1789 — Поль Анрі Гольбах, французький філософ німецького походження, письменник, просвітитель, енциклопедист.
- 1793 — Людовик XVI, король Франції, гільйотиновано на Площі Революції.Портрет графа Кирила Розумовського роботи художника Луї Токке (1758)
- 1803 — Кирило Розумовський (прізвище при народженні — Розум), останній гетьман Війська Запорозького, представник козацького роду Розумовських, граф Російської імперії, генерал-фельдмаршал, президент Російської академії наук більш як півстоліття (з 1746 по 1798 рік).
- 1812 — Петро Завадовський, дійсний таємний радник, сенатор, перший міністр народної освіти Росії, голова Департаменту Законів Державної Ради.
- 1870 — Олександр Герцен, російський письменник, публіцист, філософ, громадський діяч.
- 1872 — Франц Ґрільпарцер, відомий австрійський поет і драматург.
- 1892 — Джон Кауч Адамс, англійський астроном, математик і механік.
- 1919 — Михайло Туган-Барановський, український економіст.
- 1924 — Володимир Ленін, російський революціонер, лідер більшовиків, один з ініціаторів та організаторів червоного терору.
- 1938 — Жорж Мельєс, французький підприємець, режисер, один із засновників світового кінематографа.Джордж Орвелл (1943)
- 1950 — Джордж Орвелл, англійський письменник і публіцист, відомий за політичну алегорію «Колгосп тварин» і роман-антиутопію «1984»
- 1984 — Алан Маршалл, австралійський письменник.
- 1992 — Чемпіон Джек Дюпрі (справжнє ім'я Вільям Томас Дюпрі), американський блюзовий музикант (нар. 1910).
- 2002 — Іван Карабиць, український композитор.
- 2003 — Олексій Заваров, український архітектор, один з авторів проєкту післявоєнної забудови Хрещатика.
- 2015 — Ігор Брановицький, український військовик, захисник Донецького аеропорту (вбитий у полоні).
- 2018 — Олексій Риженко, український військовик, контрадмірал запасу, в 1993—1995 рр. начальник штабу ВМС України.